# سفارة كازاخستان في اليابان
سفارة كازاخستان في اليابان هي أرفع تمثيل دبلوماسي لدولة كازاخستان لدى اليابان. تقع السفارة في وهي تهدف لتعزيز المصالح الكازاخستانية في اليابان.

## وصلات خارجية
- قائمة سفارات كازاخستان
- قائمة السفارات في اليابان